# Torsten Hiekmann
Torsten Hiekmann, né le 17 mars 1980 à Berlin, est un coureur cycliste allemand.

## Biographie
Torsten Hiekmann devient cycliste professionnel en 2001 après des résultats prometteurs chez les jeunes, dont un titre de champion du monde junior du contre-la-montre. Il reste dans l'équipe Telekom, devenue T-Mobile, jusqu'en 2005. Il rejoint ensuite Gerolsteiner, pour deux années.
Il met fin à sa carrière de coureur cycliste en 2008, à seulement 27 ans, justifiant sa décision par la situation difficile du cyclisme sur route : « J'ai fait de mon mieux pendant des années et me suis entraîné durement, ce qui m'a permis d'obtenir un ou deux succès. Cela a pourtant été difficile de lutter contre certains coureurs - tout le monde sait de qui je parle. ».

## Palmarès sur route

### Palmarès amateur
- 1995
  -  Médaillé d'or du critérium au Festival olympique de la jeunesse européenne
- 1997
  -  Champion du monde du contre-la-montre juniors
- 1998
  - 2e étape des Trois Jours d'Axel (contre-la-montre)
  - 5e étape de la Vuelta al Besaya
  - 2e de la Vuelta al Besaya
  -  Médaillé d'argent du championnat du monde du contre-la-montre juniors
  - 3e du Giro della Lunigiana
- 1999
  - 2e étape du Triptyque des Monts et Châteaux (contre-la-montre)
  - 3e du championnat d'Allemagne de course en côte
- 2000
  - Linz-Passau-Budweis
  - Grand Prix de Francfort espoirs
  - Tour de Sebnitz

### Palmarès professionnel
| - 2002 - 3e du Grand Prix de la Forêt-Noire - 3e du Tour de Hesse - 2003 - Grand Prix de la Forêt-Noire - 2004 - 2e du Tour de Luxembourg - 3e de la Route du Sud | - 2005 - 2e du Regio-Tour - 2006 - 5e étape du Regio-Tour |  |

## Résultats sur les grands tours

### Tour d'Italie
2 participations
- 2002 : 49e
- 2006 : 85e

### Tour d'Espagne
2 participations
- 2006 : 57e
- 2007 : 87e

## Palmarès en cyclo-cross
- 1995-1996
  -  Champion d'Allemagne de cyclo-cross cadets
- 1996-1997
  -  Champion d'Allemagne de cyclo-cross juniors